# محوى الزين (الحديدة)

تعديل مصدري - تعديل

محوى الزين هي إحدى قرى مديرية زبيد، التابعة لمحافظة الحديدة اليمنية، بلغ تعداد سكانها 1294 نسمة حسب الإحصاء الذي أجري عام 2004.